# Ута фон Цвайбрюкен
Ута фон Цвайбрюкен (на немски: Uta von Zweibrücken; † 1290) от род Валрамиди, е графиня от Цвайбрюкен и Еберщайн и чрез женитба херцогиня на Тек.

## Произход
Тя е дъщеря на граф Симон фон Цвайбрюкен-Еберщайн († 1281/1283) и съпругата му фон Калв-Льовеншайн, дъщеря на Готфрид III фон Калв-Льовенщайн († сл. 1277), или на втората му съпруга фон Цафелщайн († 1284). Сестра е на граф Хайнрих III фон Цвайбрюкен-Еберщайн († 1307).

## Фамилия
Ута фон Цвайбрюкен се омъжва пр. 1282 г. за херцог Конрад II фон Тек (* ок. 1235; † 2 май 1292) от род Церинги, вторият син на херцог Конрад I фон Тек († 1244/1249). Те имат децата:
- Симон I († 5 март 1316), женен сл. 1295 г. за Агнес фон Хелфенщайн († сл. 7 август 1334)
- Конрад III († 4 юли 1329)
- Лудвиг III († 28 януари 1334), женен пр. 2 февруари 1322 г. за Маргарета фон Труендинген († 10 август 1348)
- Берта/Агнес († 1300)
- Фридрих I († 1300/10 февруари 1303)

Конрад II фон Тек се жени втори път 1290 г. за роднината си Аделхайд фон Бургау († 1310). Конрад II е избран на 30 април 1292 г. за таен кандидат за крал и е убит на 2 май 1292 във Франкфурт на Майн.